# Pic du Lizieux
Le pic du Lizieux est un sommet à l'est du massif du Meygal, culminant à 1 386 m d'altitude, sur la commune française d'Araules, en Velay.

## Toponymie
Nemus de Lizieuc (1373), Nemus voc. Lesio (1383), Nemus Lezionis (1390), Nemus Lisionis (1455), Bois de Liziou (1608), Pic de Lizieux (1824).

## Géographie

### Géologie
La montagne est un suc avec une formation géologique composée de phonolite.

### Flore
La mosaïque de bosquets, d'éboulis et de landes, en association avec la formation végétale de la calamagrostidaie, définit un environnement sur le versant nord-est du pic du Lizieux qui se caractérise par une grande richesse floristique, tout en présentant une influence subalpine.

## Histoire
Le castrum de Bonas, cité en 1165, était situé sur le versant méridional du pic du Lizieux. Il est ensuite devenu un château gothique et fut soumis à la juridiction épiscopale dès 1150. Il fut détruit en 1565 durant les guerres de Religion.

## Randonnée
Le pic du Lizieux est accessible par le sentier de découverte de Bonas. 
Une table d'orientation installée le 12 juillet 1970 renseigne une vue panoramique sur le haut plateau du Mézenc, le Lignon, une grande partie du Pays des Sucs et du Meygal, et, en fonction de la clarté du ciel et de l'absence de brume dans la vallée du Rhône, les Alpes dont le mont Blanc.

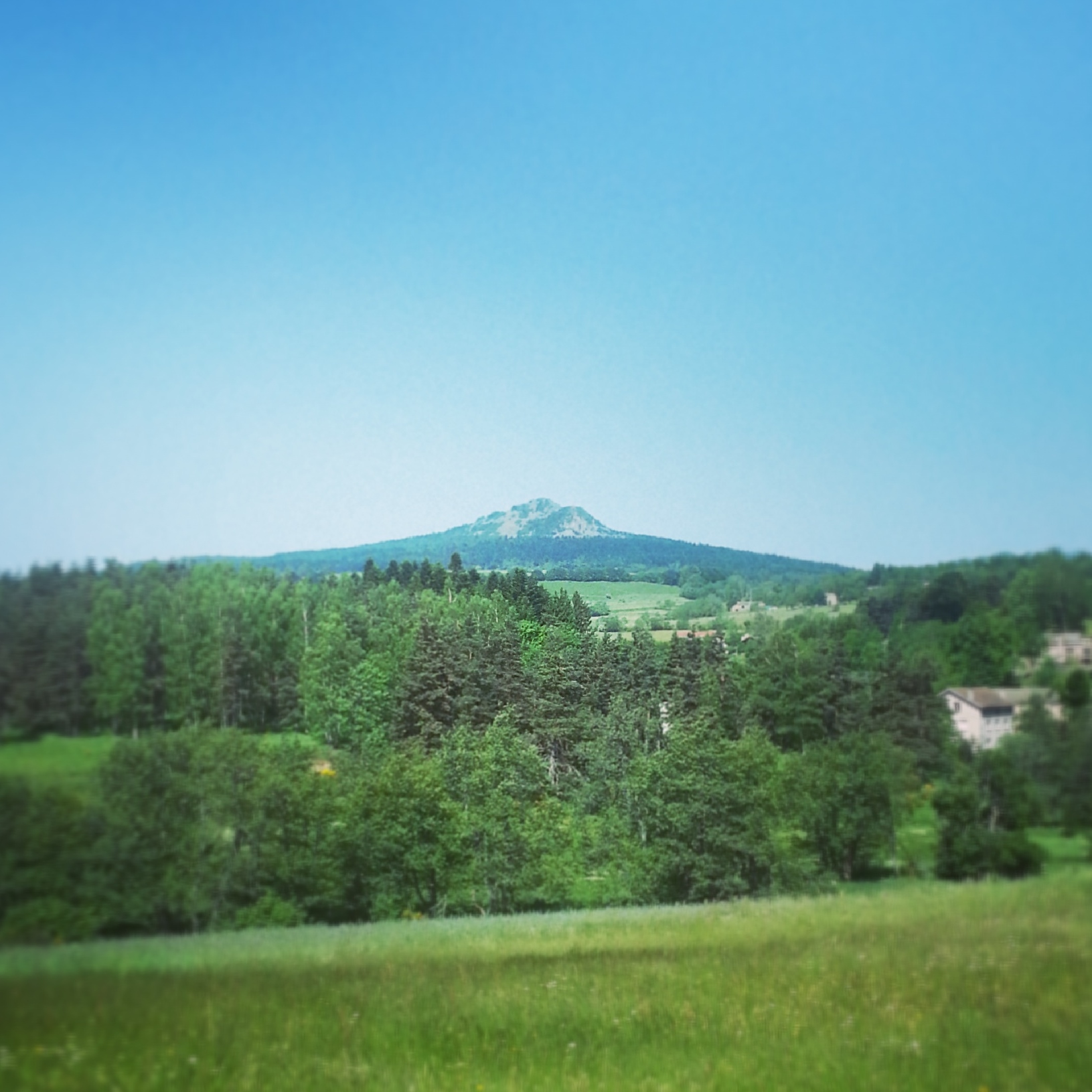
Pic du Lizieux
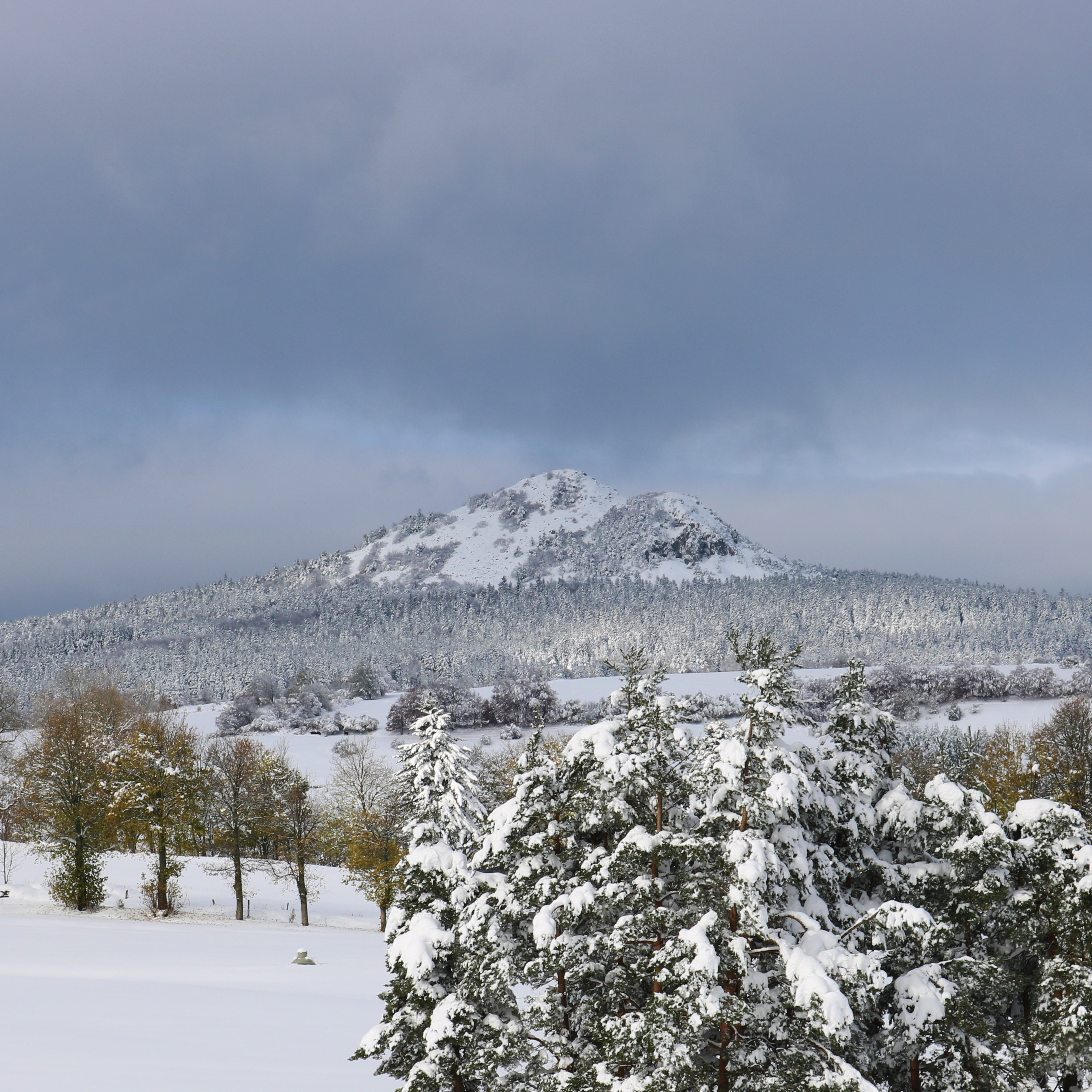
Le Lizieux sous la neige
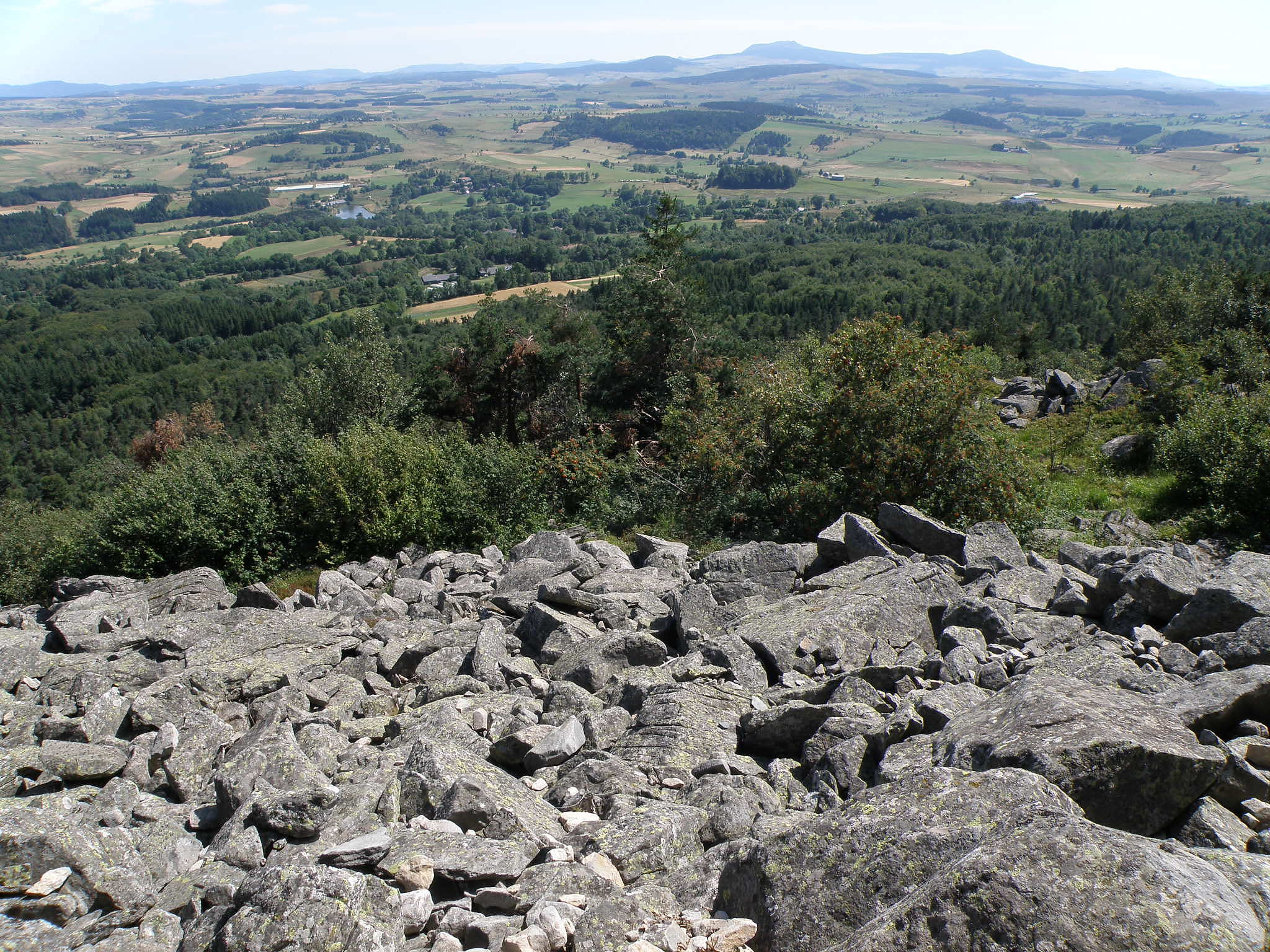
Vue panoramique depuis le pic du Lizieux avec le mont Mézenc en arrière-plan.